# Posthof (Nienburg/Weser)
Koordinaten: 52° 38′ 20,2″ N, 9° 12′ 27,6″ O

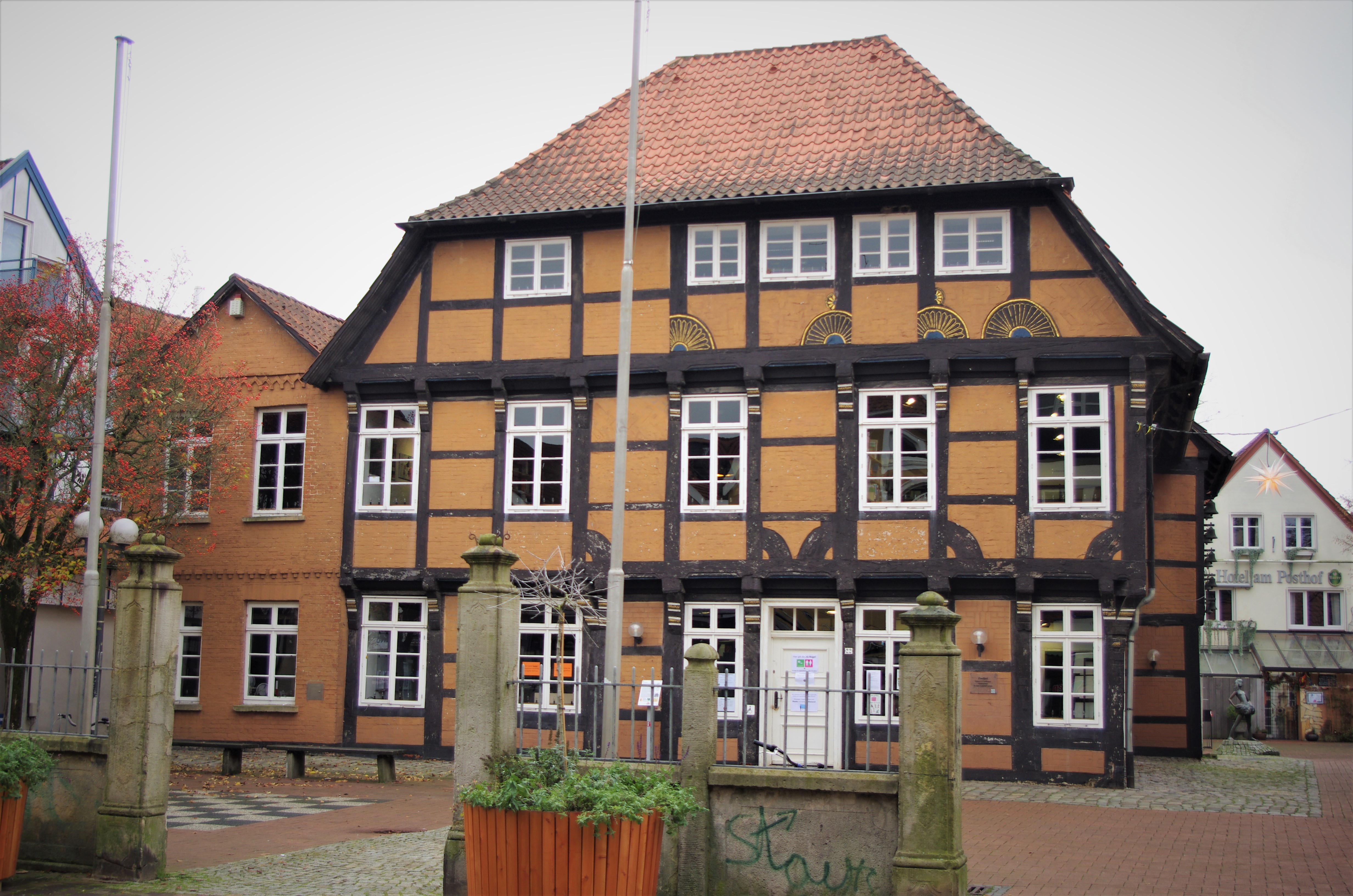
Posthof Nienburg (heute: Stadtbibliothek)

Der Posthof in der Georgstraße 22 in Nienburg/Weser ist ein ehemaliger Burgmannshof, der um 1560 erbaut wurde. Heute hat die Stadtbibliothek ihren Sitz im Gebäude.

## Geschichte
Als Kreuzungspunkt mehrerer Straßen war Nienburg auch als Poststation der von Taxis von Bedeutung. 1864 zog das königliche Postamt hier aus. Das Gebäude wurde in ein Wohnhaus umgewandelt und privat genutzt. Das Gebäude hebt sich durch seine nach hinten verlagerte und nach den Seiten hin offenen Position von den sonst geschlossenen Straßenzügen in der Nienburger Innenstadt ab. Es wirkt gleichsam als Solitär zur übrigen Bebauung.
Die Stadt Nienburg erwarb Mitte der 1970er Jahre das Gebäude, nachdem eine sinnvolle Nutzung des verfallenen Gebäudes in der Stadtöffentlichkeit diskutiert wurde. Am 15. Oktober 1977 wurde darin die Stadtbibliothek eröffnet. An seiner Westseite befindet sich ein Glockenspiel, das dreimal täglich „Ich bin die kleine Nienburgerin“ spielt. Der bauliche Zustand hatte sich in der Vergangenheit durch den mangelnden Bauunterhalt der Stadt erheblich verschlechtert, sodass eine Nutzung als Bibliothek für die Zukunft in Frage gestellt ist.

## Beschreibung
Das zweigeschossige Fachwerkgebäude unter einem Krüppelwalmdach steht aus geschichtlichen, künstlerischen und städtebaulichen Gründen unter Denkmalschutz. Das Ober- und auch das Dachgeschoss kragen über profilierte Knaggen vor. Das Fachwerk ist nach außen gestaltet. Auch Vorplatz und Einfriedung stehen unter Denkmalschutz. Zwischen Einfriedung und Gebäude findet sich ein eingelassenes Schachbrett. Hinter dem Gebäude befinden sich Bronzestatuen der Kleinen Nienburgerin und des Kalenberger Buern.

### Stadtbibliothek
Einen Bibliotheksverein der Stadt wurde 1838 gegründet, der einen Buchbestand von 2000 Büchern im Jahre 1862 hatte. Weitere kleine Bibliotheken wurden von Vereinen vorgehalten. Wilhelm Rühmkorff (1844–1921) machte in seinen Räumen 1898 eine Volksbibliothek mit Lesesaal der Öffentlichkeit zugänglich. Ab 1901 wurde diese Volksbibliothek auch als Stadtbücherei durch den Magistrat der Stadt Nienburg angesehen. Die Volksbibliothek der Stadt Nienburg wurde 1919 in die Schlossplatzschule überführt. 1926 waren 1600 Bände vorhanden. 1932 wechselte die Bibliothek in ein Gebäude an der Großen Kirchstraße. Nach Genehmigung des Bibliotheksbetriebs durch die britischen Besatzungsbehörden 1945 wurde 1946 der Bibliotheksbetrieb mit 3700 Bänden eröffnet. 1951 wurde die Bibliothek gemeinsam mit dem Schul- und Kulturamt sowie der Volkshochschule im Gebäude Lange Straße 39 untergebracht. Bis 1976 wuchs der Bestand auf 12.000 Medien. 1977 erfolgte der Umzug in den Posthof, wo sie als Stadtbibliothek eingerichtet wurde. Bis 1987 wurde auch das Dachgeschoss für die Bibliotheksräume genutzt. 2025 wurden etwas mehr als 49.000 Medien gezählt. Die Stadtbibliothek ist eine öffentliche Bibliothek mit dem Sigel DE-964.